# District de Coorong
Le district de Coorong (Coorong District) est une zone d'administration locale située dans le sud-est de l'État d'Australie-Méridionale, en Australie. 
La principale localité de la zone est Meningie.

## Localités
Albert Hill, Ashville, Bedford, Buccleuch, Bunbury, Campbell Park, Carcuma, Colebatch, Cooke Plains, Coomandook, Coombe, Coonalpyn, Coorong, Culburra, Elwomple, Field, Grasslands, Jabuk, Jack's Point, Ki-Ki, Malinong, Marmon Jabuk, McGrath Flat, Meningie, Meningie West, Meningie East, Messent, Moorlands, Narrung, Naturi, Netherton, Ngarkat, Parnka Point, Peake, Policemans Point, Poltalloch, Raukkan, Rupari, Salt Creek, Sherlock, Stony Well, Tailem Bend, Tintinara, Waltowa, Wellington East, Woods Well, Yalkuri et Yumali.